# Oek de Jong
Oebele Klaas Anne (Oek) de Jong (Breda, 4 oktober 1952) is een Nederlandse schrijver. 

## Biografie
Oek de Jong is de zoon van Klaas de Jong Ozn. (1926-2011) en Dies Windig (1925-2005). Hij heeft twee broers en zusjes. Zijn vader was leraar Nederlands en geschiedenis, rector van een lyceum, bestuurder in vele culturele organisaties, politicus voor het CDA (staatssecretaris van Onderwijs & Wetenschappen in de kabinetten Den Uyl en Van Agt), auteur van enkele dichtbundels en twee boeken over de geschiedenis van het Friesch Dagblad. Zijn moeder was huisvrouw en werkte vóór haar huwelijk in een Amsterdams ziekenhuis en als leidster in het kindertehuis Groot Kijkduin in Zandvoort.
Oek de Jong groeide op in Dokkum (1953-1960) en Goes (1963-1971), waar hij het gymnasium bezocht. Hij ging naar Amsterdam om kunstgeschiedenis te studeren aan de Vrije Universiteit (tot zijn kandidaatsexamen) en de Universiteit van Amsterdam. Hij koos Italiaans als bijvak.
In 1975 debuteerde hij als tweeëntwintigjarige met het verhaal ‘De onbeweeglijke Tze’ in Hollands Maandblad. In 1976 werd een aantal van zijn verhalen bekroond met de  Reina Prinsen Geerligsprijs, destijds de belangrijkste debutantenprijs. In 1977 verscheen zijn verhalenbundel De hemelvaart van Massimo. In 1979 brak hij door naar een groot publiek met de roman Opwaaiende zomerjurken, een roman die met de Ferdinand Bordewijk Prijs bekroond werd en waarvan binnen een jaar 100.000 exemplaren werden verkocht. Hij stopte met studeren en werd fulltime schrijver.
Sindsdien creëerde hij een oeuvre van romans, verhalen, essays en autobiografisch proza dat inmiddels achttien titels omvat: De Hemelvaart van Massimo (1977, thans De onbeweeglijke), Lui oog (1978), Opwaaiende zomerjurken (1979), Cirkel in het gras (1985), De inktvis (1992), Een man die in de toekomst springt (1997), Zijn muze was een harpij (1998), Hokwerda’s kind (2002), De wonderen van de heilbot (2006), Mevrouw Len (2009), Brief aan een jonge Atlas (2012), Pier en oceaan (2012), Wat alleen de roman kan zeggen (2013), Het visioen aan de binnenbaai (2016), Zwarte schuur (2019), Het glanzend zwart van mosselen. Autobiografie Essay Reisverhaal Cultuurkritiek 1980-2020 (2020), De magie van het beeld (2021) en Man zonder rijbewijs (2022).
Het werk van Oek de Jong is in tien talen vertaald en werd gepubliceerd bij grote uitgevershuizen als Piper Verlag, Editions Gallimard, Norsteds en Gyldendal.
Hij raakte bevriend met geestverwante schrijvers als Andreas Burnier, Frans Kellendonk, Willem Jan Otten, Vonne van der Meer, Jaap Goedegebuure, Jaffe Vink, Marcel Möring, Arie Visser en Roel Bentz van den Berg.  Zijn in memoriam bij de dood van Kellendonk verscheen in 1990 op de voorpagina van het CS van NRC Handelsblad.
In de jaren zeventig en tachtig van de vorige eeuw verbleef hij veelvuldig in Italië. Buiten Europa reisde hij naar Marokko, Egypte, India, de Verenigde Staten, Tanzania en Zuid-Afrika. Het reizen heeft op vele plaatsen zijn sporen nagelaten in zijn werk: Rome in Cirkel in het Gras, Palermo en de mozaieken van Monreale in het verhaal ‘Down and out in Palermo’, het eiland Pantelleria in het verhaal ‘Landschap met inktvis’, Egypte in het verhaal ‘De piramide van Hawara’, New York in Zwarte schuur.
Oek de Jong doceerde prozaschrijven aan de Universiteit van Amsterdam in 1986 en 1987 (o.a. aan Marcel Möring en Joost Zwagerman) en was writer in residence aan de universiteiten van Leiden, Berlijn en Kiel. Hij was redacteur van De Revisor van 1998-2000. Hij heeft in alle gerenommeerde Nederlandse kranten en tijdschriften gepubliceerd, maar zich uit overtuiging altijd voornamelijk gericht op het schrijven van boeken.
In 1998 publiceerde hij Zijn muze was een harpij, een kritisch essay over het wereldbeeld van W.F Hermans, dat aanleiding was tot een polemiek waarbij essayisten als Gerrit Komrij, Kees Fens en Arnold Heumakers zich roerden. Deze polemiek legde de machtswerking bloot in de Nederlandse literatuur op dat moment.
In 2013 publiceerde hij het 100-pagina-essay Wat alleen de roman kan zeggen, over de positie van de roman in een tijd die gedomineerd wordt door tv-series, film en ontlezing. Het essay kan tevens gelezen worden als de poëtica van de romanschrijver Oek de Jong.
Hij verzorgde een bloemlezing uit de verhalen van Tolstoi: Na het bal (2002) en de verhalen van de sublieme Maria Dermoût: De dans met de schelp (2004). Hij bezorgde het Verzameld Werk (2006, 3 delen) van de jong gestorven dichter, romanschrijver en essayist Arie Visser (1946-2006) in samenwerking met Guus Luyters en Wim Sanders. Hij was de samensteller van een bundel essays over Meister Eckhart: Eckhart nu en bezorgde De brieven (2015) van Frans Kellendonk, beide met Jaap Goedegebuure.
Zijn werk werd bekroond met de Reina Prinsen Geerligprijs, de F. Bordewijk-prijs (twee keer), de Busken Huetprijs, de Zeeuwse Boekenprijs, de Gouden Uil in België, de Boekenbon Literatuurprijs, zijn romans werden driemaal genomineerd voor de Libris Literatuur Prijs. Elke roman van Oek de Jong is een bestseller.
De schrijver woont in Amsterdam, sinds 1987 in een achterhuis uit de 17de-18de eeuw aan de Keizersgracht. Hij heeft een relatie met de plantkundige, tuinier, bloemschikster, handelaar in aardewerk, reizigster en levenskunstenaar Jeanne Niers. Ze verdelen hun leven tussen Amsterdam en het Franse platteland. Hij heeft vele uren besteed aan zeilen, zwemmen, hardlopen en op de racefiets door de Franse heuvels jakkeren.

## Vertalingen en adaptaties
- Verscheidene romans van De Jong zijn vertaald, waaronder Opwaaiende zomerjurken (naar het Arabisch, Dar Al-Adab), Cirkels in het gras en Hokwerda's kind (beide naar het Deens, Gyldendal). Ook verschenen zijn romans in het Duits (Piper Verlag), Frans (Edition Gallimard), Italiaans (Neri Pozza), Roemeens (Univers), Hongaars (L'Harmattan) en de Scandinavische talen (Norstedts, Gyldendal, Tammi).[2][3]
- Hokwerda's kind is in 2006 op het toneel gebracht in een bewerking van Productiehuis Brabant in een regie van Madeleine Jutten-Matzer. Daarnaast maakte cineast Boudewijn Koole, maker van succesvolle films als Kauwboy (2012) en Beyond sleep (2016, naar de roman Nooit meer slapen van W.F. Hermans) een verfilming van Hokwerda's kind.[4] De film ging op 11 september 2024 in première op het filmfestival Film by the Sea.[5]

## Publicaties
- De hemelvaart van Massimo (verhalen, 1977)
- Lui oog (novelle, 1979)
- Opwaaiende zomerjurken (roman, 1979)
- Cirkel in het gras (roman, 1985)
- De inktvis (novellen, 1993)
- Een man die in de toekomst springt (essays, 1997)
- Zijn muze was een harpij (Frans Kellendonklezing en essay over W.F. Hermans, 1998)
- Hokwerda's kind (roman, 2002)
- De wonderen van de heilbot (dagboek, 2006)
- Mevrouw Len (verhaal, 2009)
- Proloog 1952 (relatiegeschenk VBK uitgeversgroep, 2010)
- Het glanzend zwart van mosselen: Autobiografie Essay Reisverhaal Cultuurkritiek 1980-2020 (essay, 2020)
- Brief aan een jonge Atlas (essays, 2012)
- Pier en oceaan (roman, 2012)
- Wat alleen de roman kan zeggen (essay, 2013)
- Het visioen aan de binnenbaai (essays, 2016)
- Zwarte schuur (roman, 2019)
- De magie van het beeld (essays, 2021)
- Man zonder rijbewijs (memoir, 2022)

### Secundaire literatuur
- Jaap Goedegebuure (red.), Een klievende roman, over Opwaaiende Zomerjurken. Amsterdam, Augustus, 2009.
- Johan Goud (red.), Het leven volgens Oek de Jong: Terug naar een naaktheid. Zoetermeer, Klement, 2014.

## Bestseller 60
| Boeken met noteringen in de Nederlandse Bestseller 60 | Jaar van verschijnen | Datum van binnenkomst | Hoogste positie | Aantal weken | Opmerkingen |
| ----------------------------------------------------- | -------------------- | --------------------- | --------------- | ------------ | ----------- |
| Hokwerda's kind                                       | 2002                 | 14-05-2003            | 24              | 10           |             |
| Opwaaiende zomerjurken                                | 1979                 | 30-03-2005            | 4               | 6            |             |
| Pier en oceaan                                        | 2012                 | 10-10-2012            | 27              | 8            |             |
| Zwarte schuur                                         | 2019                 | 11-09-2019            | 3               | 30           |             |
| Man zonder rijbewijs                                  | 2022                 | 05-10-2022            | 22              | 4            |             |

## Prijzen
- 1977: Reina Prinsen Geerligsprijs voor De hemelvaart van Massimo
- 1979: F. Bordewijk-prijs voor Opwaaiende zomerjurken
- 1998: Busken Huetprijs voor Een man die in de toekomst springt
- 2003: shortlist-nominatie Libris Literatuur Prijs voor Hokwerda's kind
- 2013: De Gouden Uil Literatuurprijs voor Pier en oceaan
- 2013: Zeeuwse Boekenprijs voor Pier en oceaan
- 2013: F. Bordewijk-prijs voor Pier en oceaan
- 2013: shortlist-nominatie Libris Literatuur Prijs voor Pier en oceaan
- 2020: Boekenbon Literatuurprijs voor Zwarte schuur
- 2023: shortlist-nominatie Libris Literatuur Prijs voor Man zonder rijbewijs